# Alakrán
Alakrán fue una banda argentina de heavy metal fundada en 1985 por Gady Pampillón (guitarra), Mario Curcio (voz) y Marcelo B.B. Peña (batería), luego Mario Ian se haría cargo de las voces.

## Historia
Mario Ian inicia su carrera como vocalista en la banda Hellion, formada en el año 1981, con la que graba un álbum homónimo en 1984, logrando compartir escenario con la agrupación española Barón Rojo. 
Luego de la ruptura de Hellion, Ian se incorpora a Alakrán junto al guitarrista Gady Pampillón, pero este último, abandona la banda a finales de 1985 para reemplazar a Carlos García López en La Torre y su lugar lo ocupa el guitarrista Sergio León. Alakrán junto a Kamikaze y Rata Blanca llegó a ser una de las principales bandas del resurgimiento de la escena del rock pesado en Argentina, a partir de 1987-1988, que se había debilitado a mediados de los 80s por la desaparición de varios de los principales grupos nacionales.
Luego de recorrer el circuito underground de Buenos Aires, logran producir y editar su primer disco Vagabundear en 1989, con el nuevo guitarrista Walter Curri.
El exguitarrista del grupo, Gady Pampillón, aparece como invitado en el solo de "Si todo sigue igual (Enciéndelo)", Los principales temas fueron "Vagabundear"(que fue elegido como la mejor canción del año por los miembros de la revista "Metal") y la balada "Siempre que pienso en vos", el corte de distribución del álbum. En febrero de 1990 se presentaron como teloneros de Bon Jovi en el estadio de Vélez Sarsfield, en Buenos Aires, lo que les permitió presentar su trabajo ante un gran público, Alakrán también participaría del festival "Metal en Acción" en el estadio de Vélez a fines de 1990 junto a otras grandes bandas del metal argentino.
En 1991 se editaría Vagabundear en México por parte de un sello independiente y su discográfica Halley Records sacaría la compilación "Escuadrón Metalico" de bandas heavy de habla hispana de ese entonces. Cuando estaban a punto de comenzar a grabar su segundo disco, el baterista Ricky Alonso se alejó de la banda y fue reemplazado por Pablo Naydón, de tan sólo 16 años. Este cambio de formación, demoró unos meses la edición del material, que finalmente vio la luz a finales de 1991 con el título Otra vez en las calles con la versión "Proud Mary", de Creedence Clearwater Revival, y la balada "Soy libre igual", sin embargo esta placa no estuvo a la altura de las expectativas.
Ya en 1992 telonearían a L.A. Guns en Halley Discotheque, en este show los acompañó el antiguo miembro Yulie Ruth.
En 1993 anunciaron su disolución definitiva, aunque en 1997 se da una breve reunión entre algunos miembros y es lanzado un compilado llamado Alakrán, el cual contenía los principales temas de la banda remasterizados de sus dos primeros discos más alguna rareza.
Luego de otro receso, la banda volvió en 2010 para dar nuevos shows en varios lugares de Argentina y grabar su primer DVD en vivo: Veneno vivo.
En 2012, casi 30 años después de haber dejado la banda, Gady Pampillón regresó a ocupar el puesto de guitarrista en el grupo que fundó.

## Miembros

### Vagabundear
- Mario Ian - voz, guitarra acústica
- Walter Curry - guitarra
- Yulie Ruth - bajo
- Ricky "Griego" Alonso - batería
- Mario García Barbe - teclados
- Gady Pampillón - guitarra (invitado)

### Otra vez en las calles
- Mario Ian - voz
- Yulie Ruth - bajo, coros
- Walter Curry - guitarra, coros
- David Rotemberg - teclados, coros
- Pablo Naydón - batería, coros

### Otros miembros
- Mario Curcio - voz
- B.B. Peña - batería
- Mariano Barret - guitarra
- Dario Casciaro - guitarra
- Andy Fernández - guitarra
- El Dukke - batería
- Hernán García - bajo
- Pablo Hortas - teclados
- Javier Retamozo - teclados
- Henán Cotelo - bajo
- Ricardo Alonso - batería
- Fabian Spataro - batería

## Discografía

### Singles
- 1985 - Vagabundear/Alguien nos divide

### Álbumes
- 1989 - Vagabundear
- 1991 - Otra vez en las calles
- 2012 - Veneno vivo (CD + DVD grabados en vivo en 2010)

### Compilados
- 1997 - Alakrán

### Splits
- 2013 - Mario Ian - 30 años Heavy Metal